# Gösta Prüzelius
Karl Gösta Prüzelius, född 11 augusti 1922 i Kungsholms församling i Stockholm, död 15 maj 2000 i samma församling, var en svensk skådespelare.

## Biografi
Prüzelius studerade vid Göteborgs stadsteaters elevskola 1941–1943. Efter studierna var han engagerad vid flera teatrar i Sverige vid sidan av Dramaten där han var engagerad i över 30 år. Han filmdebuterade 1945 i Schamyl Baumans film Flickorna i Småland. I flera av filmerna om Åsa-Nisse spelade han landsfiskal Klöverhage.
Han gav sin röst åt pantern Bagheera i den svenska versionen av Disneys Djungelboken.
Totalt medverkade Prüzelius i över 120 filmer och TV-produktioner. För TV-publiken var han mest känd för sin roll som skeppsredare Reidar Dahlén i TV-serien Rederiet. Rollen som skeppsredare spelade han från seriens start 1992 till sin död år 2000. Han var även anlitad som filmspeaker. Han var utöver det ofta anlitad som recitatör av Lars-Erik Larssons Förklädd Gud.
Prüzelius var gift med Eva Prüzelius (1924–2020) från 1948 fram till sin död 2000. 
Han avled år 2000 efter en tids sjukdom i cancer (bukspottskörteln). Begravningsakten skedde i Kungsholms kyrka den 4 juni 2000. Han är gravsatt på Norra begravningsplatsen utanför Stockholm.

## Filmografi i urval
| År   | Titel                                         | Roll            | Notering |
| ---- | --------------------------------------------- | --------------- | -------- |
| 1945 | Flickorna i Småland                           |                 |          |
| 1946 | Det regnar på vår kärlek                      |                 |          |
| 1946 | Åsa-Hanna                                     |                 |          |
| 1946 | Iris och löjtnantshjärta                      |                 |          |
| 1946 | Johansson och Vestman                         |                 |          |
| 1947 | Får jag lov, magistern!                       |                 |          |
| 1947 | Tösen från Stormyrtorpet                      |                 |          |
| 1948 | Loffe på luffen                               |                 |          |
| 1949 | Bohus Bataljon                                |                 |          |
| 1949 | Kärleken segrar                               |                 |          |
| 1949 | Jungfrun på Jungfrusund                       |                 |          |
| 1950 | Kvartetten som sprängdes                      |                 |          |
| 1953 | Ingen mans kvinna                             |                 |          |
| 1953 | Kungen av Dalarna                             |                 |          |
| 1953 | Sommaren med Monika                           |                 |          |
| 1953 | Göingehövdingen                               |                 |          |
| 1954 | Simon syndaren                                |                 |          |
| 1954 | Herr Arnes penningar                          |                 |          |
| 1954 | Aldrig med min kofot eller Drömtjuven         |                 |          |
| 1954 | Gula divisionen                               |                 |          |
| 1955 | Hoppsan!                                      |                 |          |
| 1955 | Åsa-Nisse ordnar allt                         |                 |          |
| 1955 | Våld                                          |                 |          |
| 1955 | Enhörningen                                   |                 |          |
| 1955 | Danssalongen                                  |                 |          |
| 1955 | Sommarnattens leende                          |                 |          |
| 1955 | Paradiset                                     |                 |          |
| 1956 | Rätten att älska                              |                 |          |
| 1956 | Flamman                                       |                 |          |
| 1956 | Främlingen från skyn                          |                 |          |
| 1956 | Åsa-Nisse flyger i luften                     |                 |          |
| 1956 | Ratataa                                       |                 |          |
| 1956 | Det sjunde inseglet                           |                 |          |
| 1956 | Rasmus, Pontus och Toker                      |                 |          |
| 1956 | På heder och skoj                             |                 |          |
| 1956 | Där möllorna gå...                            |                 |          |
| 1956 | Ett kungligt äventyr                          |                 |          |
| 1957 | Som man bäddar...                             |                 |          |
| 1957 | Med glorian på sned                           |                 |          |
| 1957 | Gäst i eget hus                               |                 |          |
| 1957 | 91:an Karlsson slår knock out                 |                 |          |
| 1957 | Klarar Bananen Biffen?                        |                 |          |
| 1957 | Åsa-Nisse i full fart                         |                 |          |
| 1957 | Nattens ljus                                  |                 |          |
| 1958 | Linje sex                                     |                 |          |
| 1958 | Laila                                         |                 |          |
| 1958 | Fröken April                                  |                 |          |
| 1958 | Jazzgossen                                    |                 |          |
| 1959 | Rymdinvasion i Lappland                       |                 |          |
| 1959 | Lejon på stan                                 |                 |          |
| 1959 | Fröken Chic                                   |                 |          |
| 1959 | Enslingen i blåsväder                         |                 |          |
| 1959 | Fridolfs farliga ålder                        |                 |          |
| 1959 | Guldgrävarna                                  |                 |          |
| 1959 | Bara en kypare                                |                 |          |
| 1960 | Åsa-Nisse som polis                           |                 |          |
| 1961 | Pongo och de 101 dalmatinerna                 |                 | Röst     |
| 1961 | När seklet var ungt                           |                 |          |
| 1962 | En nolla för mycket                           |                 |          |
| 1964 | För att inte tala om alla dessa kvinnor       |                 |          |
| 1965 | Salta gubbar och sextanter                    |                 |          |
| 1966 | Ön                                            |                 |          |
| 1966 | Träfracken                                    |                 |          |
| 1966 | Adamsson i Sverige                            |                 |          |
| 1968 | Sarons ros och gubbarna i Knohult             |                 |          |
| 1968 | Skammen                                       |                 |          |
| 1968 | Freddy klarar biffen                          |                 |          |
| 1968 | Fanny Hill                                    |                 |          |
| 1968 | Djungelboken                                  | Bagheera        | Röst     |
| 1969 | Pippi Långstrump                              | Dunder-Karlsson | Röst     |
| 1969 | Ur kärlekens språk                            |                 |          |
| 1969 | Miss and Mrs Sweden                           |                 |          |
| 1970 | Skräcken har 1000 ögon                        |                 |          |
| 1972 | Klara Lust                                    |                 |          |
| 1974 | Jorden runt med Fanny Hill                    |                 |          |
| 1974 | Vita nejlikan eller Den barmhärtige sybariten |                 |          |
| 1974 | Vita nejlikan eller Den barmhärtige sybariten |                 |          |
| 1975 | Trollflöjten                                  |                 |          |
| 1976 | Ansikte mot ansikte                           |                 |          |
| 1977 | Paradistorg                                   |                 |          |
| 1977 | 91:an och generalernas fnatt                  |                 |          |
| 1978 | Man måste ju leva...                          |                 |          |
| 1979 | Charlotte Löwensköld                          |                 |          |
| 1980 | Flygnivå 450                                  |                 |          |
| 1980 | Mannen som blev miljonär                      |                 |          |
| 1982 | Fanny och Alexander                           |                 |          |
| 1983 | Raskenstam                                    |                 |          |
| 1992 | Den goda viljan                               |                 |          |
| 1998 | Mulan                                         | Kejsaren        | Röst     |

### TV-produktioner
| År        | Titel                                  | Notering |
| --------- | -------------------------------------- | -------- |
| 1962      | Medbrottslingarna                      |          |
| 1963      | Fadersskolan                           |          |
| 1964      | Mollusken                              |          |
| 1968      | Tant Grön, tant Brun och tant Gredelin | TV-film  |
| 1968      | Markurells i Wadköping                 | TV-serie |
| 1973      | N.P. Möller, fastighetsskötare         | TV-serie |
| 1974      | Engeln                                 | TV-serie |
| 1976      | Leva livet                             |          |
| 1976      | Sesam                                  |          |
| 1976      | Den jäktade                            |          |
| 1977      | Dom i målet                            |          |
| 1978      | Hedebyborna                            | TV-serie |
| 1978      | Järnspisrum                            |          |
| 1979      | Bänken                                 |          |
| 1980      | Dubbelstötarna                         | TV-serie |
| 1980      | Ett drömspel                           |          |
| 1981      | Babels hus                             | TV-serie |
| 1981      | Svenska Sesam                          | TV-serie |
| 1981      | Lite kaffe har ingen dött av           |          |
| 1982      | Nattvägen                              |          |
| 1983      | Farmor och vår Herre                   | TV-serie |
| 1984      | Träpatronerna                          | TV-serie |
| 1985      | Nya Dagbladet                          | TV-serie |
| 1987      | Varuhuset                              | TV-serie |
| 1989      | Det var då...                          | TV-serie |
| 1989      | Den inbillade sjuke                    |          |
| 1990      | Kära farmor                            | TV-serie |
| 1991      | Din vredes dag                         | TV-serie |
| 1991      | Den goda viljan                        | TV-serie |
| 1992–2000 | Rederiet                               |          |
| 1997      | Pelle Svanslös                         | TV-serie |

## Teater

### Roller (ej komplett)
| År   | Roll                            | Produktion                                                                                              | Regi               | Teater                        |
| ---- | ------------------------------- | --- | ------------------ | ----------------------------- |
| 1940 | Shylock                         | Köpmannen i Venedig William Shakespeare                                                                 | Ingmar Bergman     | Stockholms studentteater      |
| 1940 | Unga Kungen                     | Svanevit August Strindberg                                                                              | Ingmar Bergman     | Mäster Olofsgårdens teater    |
| 1947 |                                 | Det var en gång... Holger Drachmann                                                                     | Åke Ohberg         | Skansens friluftsteater       |
| 1947 | Markis de Cuigny                | Cyrano de Bergerac Edmond Rostand                                                                       | Sandro Malmquist   | Oscarsteatern                 |
| 1947 | Mr Hopper                       | Solfjädern Oscar Wilde                                                                                  | Martha Lundholm    | Vasateatern                   |
| 1949 | Regissören                      | Kiki André Picard                                                                                       | Martha Lundholm    | Vasateatern                   |
| 1949 | Chuck Vincent                   | Kära Ruth Norman Krasna                                                                                 | Gösta Cederlund    | Vasateatern                   |
| 1949 |                                 | Som ni behagar William Shakespeare                                                                      | Rune Carlsten      | Skansens friluftsteater       |
| 1950 | Marskalk                        | En skugga Hjalmar Bergman                                                                               | Ingmar Bergman     | Intiman                       |
| 1950 | Väktare                         | Medea Jean Anouilh                                                                                      | Ingmar Bergman     | Intiman                       |
| 1950 | Jimmy                           | Tolvskillingsoperan Bertolt Brecht och Kurt Weill                                                       | Ingmar Bergman     | Intiman                       |
| 1951 |                                 | Drömflickan Elmer Rice                                                                                  | Hasse Ekman        | Intiman                       |
| 1951 |                                 | Ta hand om Amelie Georges Feydeau                                                                       | Hjördis Petterson  | Intiman                       |
| 1952 | Osvald, trädgårdsmästare        | Fullmåne Hasse Ekman                                                                                    | Hasse Ekman        | Intiman                       |
| 1953 |                                 | Saken är Oscar P.G. Wodehouse, Guy Bolton och Cole Porter                                               | Georg Funkquist    | Oscarsteatern                 |
| 1954 |                                 | Rövarna på Hunneberg Rune Lindström                                                                     | Sandro Malmquist   | Skansens friluftsteater       |
| 1955 |                                 | Markurells i Wadköping Hjalmar Bergman                                                                  | Sandro Malmquist   | Skansens friluftsteater       |
| 1955 | Carl                            | Älska mig, flicka William Inge                                                                          | Per-Axel Branner   | Alléteatern                   |
| 1956 | Helmer                          | Ett dockhem Henrik Ibsen                                                                                | Per-Axel Branner   | Riksteatern                   |
| 1956 | Medverkande                     | Pst!, revy Stig Bergendorff och Gösta Bernhard                                                          | Gösta Bernhard     | Blancheteatern                |
| 1958 | Kommissarie Lord                | Spindelnätet (The Spider's Web) Agatha Christie                                                         | Gösta Cederlund    | Lilla Teatern                 |
| 1958 | Giles Ralston                   | Råttfällan Agatha Christie                                                                              | Börje Mellvig      | Blancheteatern                |
| 1958 |                                 | Levande ljus Siegfried Geyer                                                                            | Olof Thunberg      | Intiman                       |
| 1959 | Philippe                        | Oscar Claude Magnier                                                                                    | Gösta Folke        | Folkparksturné/ Lilla Teatern |
| 1960 | Baron Weill-Amaury              | Primadonna (Adorable Julia) Marc-Gilbert Sauvajon                                                       | Gösta Folke        | Lilla Teatern                 |
| 1960 | Markis Ricardo                  | Förbjudet att älska eller Trädgårdsmästarens hund (Comedia famosa del Perro del hortelano) Lope de Vega | Frank Sundström    | Helsingborgs stadsteater      |
| 1960 | Tom                             | Dubbelspel (Zwei rechts, zwei links) Karl Wittlinger                                                    | Jan Hemmel         | Helsingborgs stadsteater      |
| 1960 | Claudius                        | Hamlet William Shakespeare                                                                              | Frank Sundström    | Helsingborgs stadsteater      |
| 1960 | Carlo Reani                     | I sista minuten (Gli ultimi cinque minuti) Aldo De Benedetti                                            | Frank Sundström    | Helsingborgs stadsteater      |
| 1961 | Fadern                          | Lögnhalsen Keith Waterhouse och Willis Hall                                                             | Michael Elliott    | Uppsala stadsteater           |
| 1961 | Polischefen                     | Balkongen Jean Genet                                                                                    | Frank Sundström    | Uppsala stadsteater           |
| 1962 | Dionysos                        | Hjälten Alfred Werner                                                                                   | Sandro Malmquist   | Uppsala stadsteater           |
| 1964 |                                 | Körsbärsträdgården (Вишнёвый сад, Visjnjovyj sad ) Anton Tjechov                                        | Josef Halfen       | Malmö stadsteater             |
| 1964 | Michael James Flaherty, krögare | Hjälten på den gröna ön John Millington Synge                                                           | Lars-Erik Liedholm | Dramaten                      |
| 1965 | Fältprästen                     | Mutter Courage Bertolt Brecht                                                                           | Alf Sjöberg        | Dramaten                      |
| 1965 | Butler                          | För Alice Edward Albee                                                                                  | Ingmar Bergman     | Dramaten                      |
| 1969 | Direktör Schoen                 | Bröllopsfesten (Hochzeit) Elias Canetti                                                                 | Donya Feuer        | Dramaten                      |
| 1970 | Civil                           | Brända tomten August Strindberg                                                                         | Alf Sjöberg        | Dramaten                      |
| 1971 | Anton van Bourdelle-Boeg        | Modern Stanislaw Ignacy Witkiewicz                                                                      | Alf Sjöberg        | Dramaten                      |
| 1974 | Leonard                         | Den jäktade Ludvig Holberg                                                                              | Henning Moritzen   | Dramaten                      |
| 1980 | Richard Voss                    | Fysikerna Friedrich Dürrenmatt                                                                          | Per Sjöstrand      | Dramaten                      |
| 1983 | Jonathan Brewster               | Arsenik och gamla spetsar Joseph Kesselring                                                             | Lars Amble         | Maximteatern                  |
| 1989 | Anselme                         | Den girige Molière                                                                                      | Wilhelm Carlsson   | Dramaten                      |

## Radioteater

### Roller
| År   | Roll           | Produktion                       | Regi               |
| ---- | -------------- | -------------------------------- | ------------------ |
| 1958 | Jörgen Winther | Flyg fula fluga... Folke Mellvig | Carl-Otto Sandgren |